# La Parra de las Vegas
La Parra de las Vegas là một đô thị trong tỉnh Cuenca, cộng đồng tự trị Castile-La Mancha Tây Ban Nha. Đô thị này có diện tích là 61,51 ki-lô-mét vuông, dân số năm 2009 là 41 người với mật độ 0,67 người/km². Đô thị này có cự ly km so với tỉnh lỵ Cuenca.